# Street Fighter - La leggenda
Street Fighter - La leggenda (Street Fighter: The Legend of Chun-Li) è un film del 2009 diretto da Andrzej Bartkowiak e basato sulla serie di videogiochi Street Fighter, incentrato in particolare sul personaggio di Chun-Li.

## Trama
Le strade di Bangkok sono invase da eserciti di guerrieri dalle straordinarie abilità, ognuno deciso a dimostrare di essere il più forte. Tra chi si batte per nobili cause e chi per guadagnare potere illimitato, si sta preparando lo scontro finale, quello tra il terrore contro la meraviglia, la luce contro il buio, il bene contro il male. A controllare le forze dell'oscurità è M. Bison, boss del crimine dal potere sconfinato, che dovrà però vedersela con Chun-Li, coraggiosa guerriera che combatte in nome della giustizia e figlia di un uomo d'affari orientale, cresciuta in una ricca famiglia in cui impara a suonare il pianoforte ed al contempo le rigide regole del wushu, arte marziale della quale fin da piccola diviene praticante. L'atmosfera dorata della sua infanzia viene funestata dal rapimento del padre, a cui assiste all'età di appena dieci anni. Una volta cresciuta diviene una concertista di successo, riceve in dono da un anonimo ammiratore una misteriosa pergamena che la sprona a recarsi a Bangkok, dove sembra si trovi il suo amato genitore e battersi allo stesso tempo contro il buio e il male.

## Distribuzione
È uscito nelle sale cinematografiche il 27 febbraio 2009 negli USA e il giorno successivo in Giappone. In Italia il film è stato distribuito direttamente per il mercato home video a partire dal 13 gennaio 2011.

## Accoglienza
Costato diciotto milioni di dollari è stato stroncato senza pietà dalla critica internazionale e, a causa dell'incredibile flop registrato al botteghino di soli 18,742,261 negli Stati Uniti, si è deciso di abbandonare l'idea di produrre altri film monografici sui personaggi della serie.